# Kiskunlacháza
Kiskunlacháza es un pueblo húngaro perteneciente al distrito de Ráckeve, condado de Pest.

## Superficie
Cuenta con una superficie de 94,05 km².

## Demografía
Hasta 2024 la población era de 9272 habitantes, con una densidad de población de 98,58 hab/km².
| Gráfica de evolución demográfica de Kiskunlacháza entre 2020 y 2024 |
|                                                                     |
| Datos según la Oficina Central de Estadística de Hungría.           |